# Aristida similis
Aristida similis är en gräsart som beskrevs av Ernst Gottlieb von Steudel. Aristida similis ingår i släktet Aristida och familjen gräs.
Artens utbredningsområde är Madagaskar. Inga underarter finns listade i Catalogue of Life.